# Windows Server 2019
Windows Server 2019 là một hệ điều hành dành cho máy chủ đang được Microsoft phát triển như là một phần của họ các hệ điều hành Windows NT. Hệ điều hành nối tiếp Windows Server 2016 và được ra mắt chính thức vào ngày 2 tháng 10 năm 2018.

## Phát triển và phát hành
Windows Server 2019 được giới thiệu vào ngày 20 tháng 3 năm 2018 và phiên bản xem trước Windows Insider đầu tiên được phát hành cùng ngày. Hệ điều hành được phát hành rộng rãi vào ngày 2 tháng 10 cùng năm.
Vào ngày 6 tháng 10 năm 2018, việc phân phối Windows 10 version 1809 (build 17763) bị tạm dừng trong khi Microsoft điều tra sự cố dữ liệu người dùng bị xóa trong quá trình nâng cấp tại chỗ. Sự cố này ảnh hưởng đến các hệ thống trong đó thư mục người dùng (ví dụ: Documents, Music hoặc Pictures) đã bị chuyển đến một vị trí khác, nhưng dữ liệu vẫn được giữ nguyên ở vị trí ban đầu. Vì Windows Server 2019 dựa trên cơ sở mã Windows phiên bản 1809 nên nó cũng đã bị xóa khỏi việc phân phối vào thời điểm đó những đã được phát hành lại vào ngày 13 tháng 11 năm 2018. Vòng đời phát hành phần mềm đối với Windows Server 2019 cũng đã được điều chỉnh lại theo ngày phát hành mới.

## Tính năng
Windows Server 2019 có những tính năng sau:
- Dịch vụ container:
  - Hỗ trợ Kubernetes (bản ổn định; bản 1.14)
  - Hỗ trợ Tigera Calico for Windows
  - Container Linux trên Windows

- Lưu trữ:
  - Storage Spaces Direct
  - Storage Migration Service
  - Storage Replica
  - System Insights

- Bảo mật:
  - Shielded Virtual Machines
  - Cải thiện Windows Defender Advanced Threat Protection (ATP)

- Quản trị:
  - Windows Admin Center
  - SetupDiag
  - OpenSSH[12]

### Trình duyệt web
Microsoft Edge chưa hỗ trợ Windows Server 2019 ở thời điểm ra mắt. Microsoft coi Internet Explorer 11 là một "lớp tương thích", không phải là một trình duyệt. Edge đã thêm hỗ trợ vào tháng 1 năm 2020, nhưng Server 2019 không cài đặt nó theo mặc định. Microsoft khuyến khích người dùng máy chủ và doanh nghiệp cài đặt Edge.